# Языковая система
Языкова́я систе́ма, систе́ма языка́ — множество элементов языка, связанных друг с другом теми или иными отношениями, образующее определённое единство и целостность. Каждый компонент языковой системы существует в противопоставлении другим элементам, что наделяет его значимостью. Представление о системе языка включает в себя понятия уровней языка, единиц языка, парадигматики и синтагматики, языкового знака, синхронии и диахронии.
Языковая система имеет иерархическую структуру: единицы более высоких уровней представляют собой сочетания единиц низших уровней. В системе языка различаются словарь как запас готовых единиц и грамматика как механизм их сочетания.
На различных участках и уровнях языка степень системности неодинакова; так, в фонологии, где существенное изменение одного элемента влечёт преобразования, затрагивающие другие элементы или всю систему в целом, она значительно выше, чем в лексике. Кроме того, в языковой системе и её отдельных подсистемах выделяются центр и периферия.

## Употребление термина
Термин «языковая система» может применяться не только в отношении языка в целом как организованной совокупности подсистем, но и по отношению к отдельной подсистеме — закономерно организованной совокупности элементов одного уровня языка, связанных устойчивыми отношениями, в том числе оппозитивными. В последнем смысле говорят о фонологической, морфологической, словообразовательной, синтаксической, лексической, семантической системе данного языка; в ещё более узком понимании термина речь может идти о системах (или подсистемах) отдельных частей речи или грамматических категорий.
Существует также другое значение термина «подсистема языка», применяемое к диалектным, социолектным и стилистическим разновидностям языка.

## Система и структура
Наряду с термином «система» употребляется ещё термин «структура», причём не во всех лингвистических работах они используются как синонимичные. Существует несколько трактовок данного терминологического различия:
- структура — части текста, связанные синтагматическими связями, система — члены класса языковых единиц, связанные парадигматическими отношениями (Лондонская школа);
- структура — «каркас» системы из отношений между элементами, система — совокупность структуры и элементов, выполняющая определённую функцию (Е. С. Кубрякова, Г. П. Мельников);
- структура — совокупность языковых средств выражения значимых оппозиций, задаваемая отношением плана содержания (означаемых) к плану выражения (означающим), система — совокупность одноплановых (относящихся к плану выражения либо плану содержания) единиц, связанных оппозитивными отношениями (Н. Д. Арутюнова).

## История воззрений на системность языка
Определение языка как системы знаков, данной не в непосредственном наблюдении,  в речи, восходит к Ф. де Соссюру, но было подготовлено длительной традицией, в том числе дискуссиями античных грамматистов о соотношении аномалии и аналогии в языке, трудами В. фон Гумбольдта, А. Шлейхера, И. А. Бодуэна де Куртенэ, разграничившего в языке статику и динамику и выделившего такие наиболее общие типы единиц языковой системы, как фонема, морфема, графема, синтагма. Со времён Соссюра термином «языковая система» нередко обозначается язык как противоположность речи — «индивидуальной стороне речевой деятельности», однако в работах некоторых учёных, к примеру Э. Косерю, система противопоставляется как узусу (речи), так и норме.
Учение Ф. де Соссюра получило развитие в рамках нескольких направлений в структурной лингвистике, избравшей одной из своих задач выделение и классификацию языковых единиц всё большей степени абстрактности и установление типов отношений между ними. Одна из школ, Пражский лингвистический кружок, отстаивала принцип системности языка в диахронии, отвергавшийся Соссюром, и обращала внимание на подвижность, динамичность языковой системы, а также на её функциональный характер — свойство служить той или иной цели, свойственное как отдельным элементам в системе, так и языку в целом. В то же время представитель пражской школы Н. С. Трубецкой разработал теорию оппозиций.
В моделях языка 1950-х — 1970-х гг., в число которых входят порождающие грамматики, к примеру трансформационная грамматика, и «трансдуктивные» грамматики, осуществляющие переход от текста к смыслу и обратно (в частности, теория «Смысл ↔ Текст») и нередко используемые в системах автоматического перевода, языковая система предстала в первую очередь не как система единиц и их отношений, а как система правил образования, преобразования и комбинирования единиц.
Важным шагом в рассмотрении языка как системы стали перенесение метода компонентного анализа (выделения дифференциальных признаков) из фонологии в лексическую и грамматическую семантику и разработка теории семантических полей.